# Мадакет (Массачусетс)
Мадакет (англ. Madaket) — переписна місцевість (CDP) в США, в окрузі Нантакет штату Массачусетс. Населення — 377 осіб (2020).

## Географія
Мадакет розташований за координатами 41°16′51″ пн. ш. 70°11′10″ зх. д. / 41.28083° пн. ш. 70.18611° зх. д. (41.280888, -70.186168).  За даними Бюро перепису населення США в 2010 році переписна місцевість мала площу 6,13 км², з яких 5,13 км² — суходіл та 1,00 км² — водойми.

## Демографія
Згідно з переписом 2010 року, у переписній місцевості мешкало 236 осіб у 116 домогосподарствах у складі 65 родин. Густота населення становила 38 осіб/км².  Було 684 помешкання (112/км²). 
Расовий склад населення:
| - 95,8 % — білих - 0,4 % — чорних або афроамериканців - 0,4 % — азіатів - 1,7 % — осіб інших рас |

До двох чи більше рас належало 1,7 %. Іспаномовні складали 1,7 % від усіх жителів.
За віковим діапазоном населення розподілялося таким чином: 18,6 % — особи молодші 18 років, 55,1 % — особи у віці 18—64 років, 26,3 % — особи у віці 65 років та старші. Медіана віку мешканця становила 51,2 року. На 100 осіб жіночої статі у переписній місцевості припадало 96,7 чоловіків;  на 100 жінок у віці від 18 років та старших — 88,2 чоловіків також старших 18 років.
Середній дохід на одне домашнє господарство  становив 135 050 доларів США (медіана — 120 938), а середній дохід на одну сім'ю — 156 590 доларів (медіана — 148 269). Медіана доходів становила 101 000 доларів для чоловіків та 88 036 доларів для жінок. За межею бідності перебувало 2,7 % осіб, у тому числі 0,0 % дітей у віці до 18 років та 0,0 % осіб у віці 65 років та старших.
Цивільне працевлаштоване населення становило 156 осіб. Основні галузі зайнятості: освіта, охорона здоров'я та соціальна допомога — 29,5 %, будівництво — 26,9 %, фінанси, страхування та нерухомість — 13,5 %, мистецтво, розваги та відпочинок — 13,5 %.